# David Stackenäs

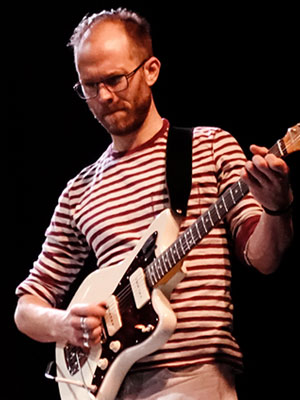
David Stackenäs (2015, Aarhus Dänemark)
Foto Hreinn Gudlaugsson

David Stackenäs (* 1974 in Stockholm) ist ein schwedischer Jazzgitarrist.
Stackenäs, der seit dem zehnten Lebensjahr Gitarre spielt, studierte von 1994 bis 1998 am Königlichen Konservatorium in Stockholm. Seit 1997 arbeitete er mit den Gruppen Animes (mit Raymond Strid und Johan Berthling), Tri-Dim (mit Håkon Kornstad und Ingar Zach) und dem acoustic trio (mit Christer Bothén und Peter Söderberg).
1999 und 2001 unternahm er Tourneen mit Mats Gustafssons NU-ensemble (mit Günter Christmann und Carlos Zingaro). Seit 2003 bildet Stackenäs Duoformationen mit Gustafsson und Martin Küchen. Im Mai 2003 trat er mit Sten Sandell und Evan Parker in London auf, im November des Jahres unternahm er mit John Edwards und Ingar Zach eine Tournee durch Schweden und Norwegen. Mit dem kollaborativen Quartett Sol Sol (mit Saxophonistin Elin Larsson Forkelid, Bassist Mauritz Agnas und Schlagzeugerin Anna Lund) veröffentlichte er zwei Alben. Zu hören ist er auch auf Elsa Bergmans Playon Crayon (2023).

## Diskographie
- Tri-Dim: Tri-Dimprovisations, 2000
- The Guitar, Soloalbum, 2000
- Christer Bothén Acoustic Ensemble: Seven Pieces, 2001
- DJustable: The Zanzibar Excursion, 2002
- Ken Vandermark, David Stackenäs: Two Days in December, 2002
- Mats Gustafsson und Sonic Youth: Hidros 3, 2004
- Surd: Live at Glenn Miller, 2004
- Sten Sandell, David Stackenäs, Evan Parker: Psi, 2004
- Martin Küchen, David Stackenäs: Agape, 2005
- Mats Gustafsson, David Stackenäs: Blues, 2005
- Bow, Soloalbum, 2005
- acoustic trio; Coming Up…, 2006
- Lina Nyberg: Tellus, 2006
- The New Songs: A Sonic Nest at the Junction of Paths (Umlaut Records 2012, mit Eve Risser, Kim Myhr und Sofia Jernberg)
- Fire! Orchestra: Exit!, 2013
- Hot Four: Eye of the Moose (2014, mit Joe Williamson, Ståle Liavik Solberg, Andreas Backer)
- Ballrogg: Rolling Ball (Clean Feed Records, 2020), mit Klaus Ellerhusen Holm
- Mattias Risbergs' Mining: Zauberberg (Kullen Reko, 2020)